# 4K51 Rubež

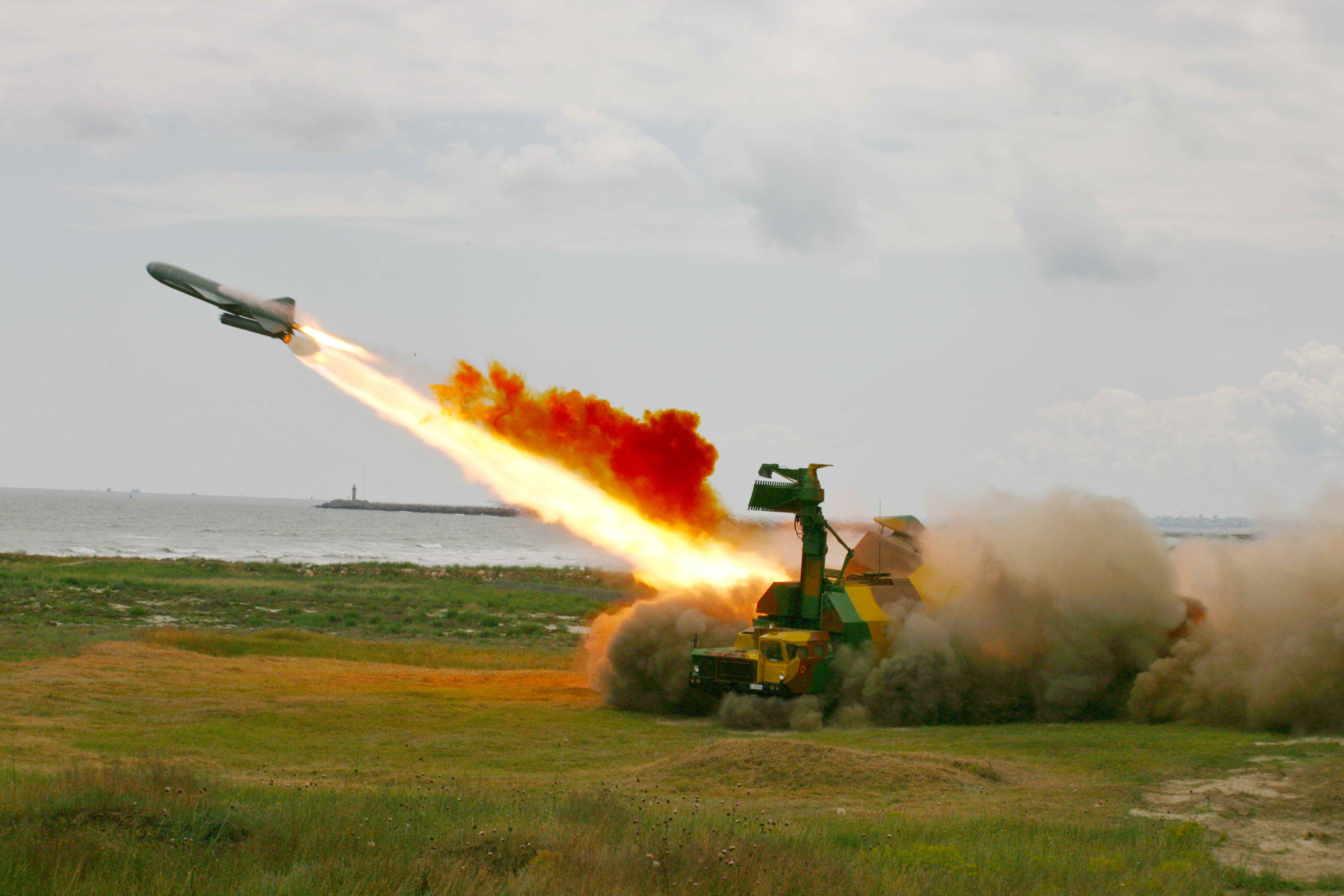
Un Rubež delle forze armate rumene lancia un P-15 durante un'esercitazione di tiro; 2010.

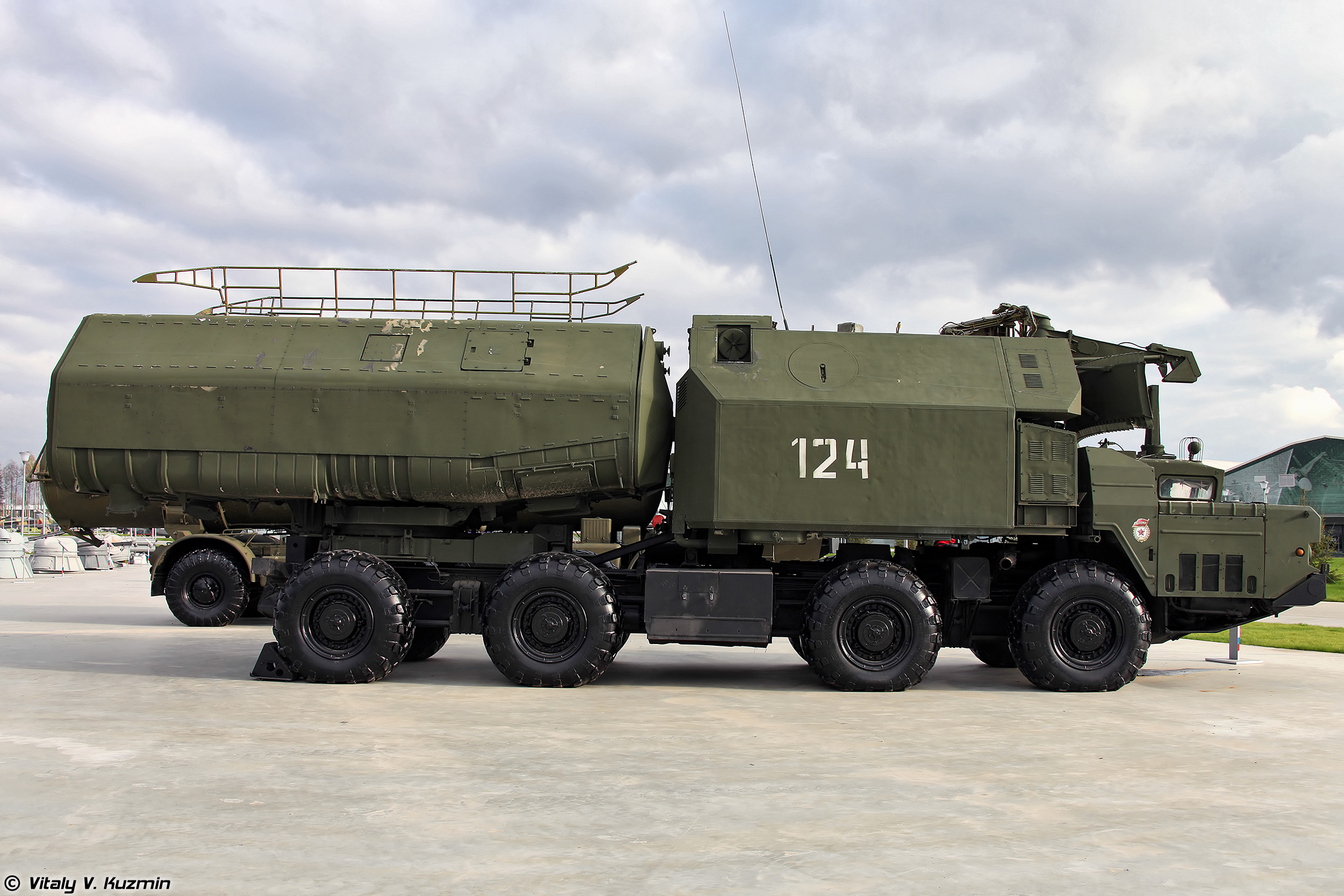
Un lanciatore del sistema Rubež in configurazione da trasporto

II 4K51 Rubež (in cirillico: 4K51 Рубеж), nome in codice NATO: SSC-3 Styx, è un sistema missilistico costiero mobile di fabbricazione sovietica sviluppato negli anni '70 dal Bureau Raduga. Il sistema impiega il missile cruise antinave subsonico P-15 nella sua versione da difesa costiera P-15M.
A differenza dei suoi predecessori, il Sopka ed il Redut, il 4K51 Rubež è il primo sistema missilistico costiero sovietico in grado di rilevare, tracciare e neutralizzare bersagli navali in piena autonomia. Entrato in servizio con la marina militare dell'Unione Sovietica nel 1978, ha riscosso un certo successo commerciale a partire dagli anni '80.
Il sistema risulta ancora in servizio con la marina russa, seppur in un numero di esemplari limitato, e con le forze armate di Cuba, Vietnam e Siria.

## Sviluppo
Lo sviluppo di un nuovo sistema missilistico costiero basato sul missile P-15M fu avviato dal Raduga Design Bureau a seguito del divieto di esportazione del sistema Redut basato sul missile antinave supersonico P-35 e la necessità di sostituire l'ormai obsoleto Sopka, la cui domanda estera era crollata.
Nel 1974 venne costituita, la 1267ª divisione missilistica costiera per testare il complesso con la Flotta del Mar Nero: i lanci di prova, 23 in totale fra il 1975 ed il 1977, hanno avuto luogo vicino a Capo Fiolent.
Con decreto del Consiglio dei ministri dell'URSS n.853-875 del 22 ottobre 1978, il complesso entrò in servizio nell'arsenale della flotta sovietica.

## Caratteristiche
Il sistema Rubež si compone di 4 lanciatori e veicoli di supporto munizioni. Armamento principale del Rubež è il missile da crociera P-15M, impiegato anche nelle varianti P-21/P-22 nei sistemi esportati, collocato in due tubi lanciamissili KT-161 per ciascun lanciatore.
Su ogni lanciatore mobile trova alloggio un posto comando dotato di radar 3TS51 Harpoon, in grado di rilevare grandi unità di superficie fino a 100 km di distanza a 360° rispetto alla posizione di lancio.
Per passare in configurazione da combattimento, il sistema impiega circa 5 minuti: il lanciatore solleva il radar fino a 7 metri da terra grazie ad un braccio meccanico azionato elettricamente. ed i tubi lanciamissili vengono ruotati verso l'orizzonte. Tutti i sistemi elettrici sono alimentati da una turbina a gas installata sempre sul lanciatore.
Al lancio, il P-15M viene espulso per mezzo di un booster a propellente solido, le ali si dispiegano ed entra in azione il motore a propellente liquido.
Il sistema di guida del missile è di tipo ibrido inerziale/radar: ciò significa che poco prima del lancio vengono trasmesse dal radar del Rubež al missile le coordinate verso cui dirigersi per poi, una volta raggiunte, attivare la testa radar cercante per dirigersi verso il bersaglio.

## Composizione
Un sistema 4K51 Rubež è generalmente costituito da:
- 4 lanciatori semoventi 3S51
- 4 veicoli da trasporto
- 1 radar a lungo raggio 40V6 (opzionale)

Nonostante in uno scenario bellico siano necessari l'insieme dei veicoli elencati in alto per sfruttare al massimo le capacità del sistema, un lanciatore 3S51 è comunque in grado di tracciare ed ingaggiare bersagli in autonomia.

## Impiego operativo
Nonostante fosse inizialmente pensato per i soli mercati da esportazione, il Rubež entrò in servizio in tutte e quattro le flotte sovietiche nel corso degli anni '80, essendo visto come un'alternativa economica al sistema Redut.
Dopo il crollo dell'URSS, i sistemi Rubež in servizio furono divisi fra Russia ed Ucraina.
Tra i paesi acquirenti del sistema si contano: Germania Est, Bulgaria, Polonia, Romania, Jugoslavia, Cuba, Vietnam, India, Libia, Siria, Algeria e Yemen.

## Varianti
4K51 Rubež: versione originale di fabbricazione sovietica.
Rubež-ME: nuovo sistema da difesa costiera di fabbricazione russa presentato nel 2019. In realtà, si tratta di un semplice caso di omonimia: tale versione è infatti uno sviluppo del sistema 3K60 Bal. 

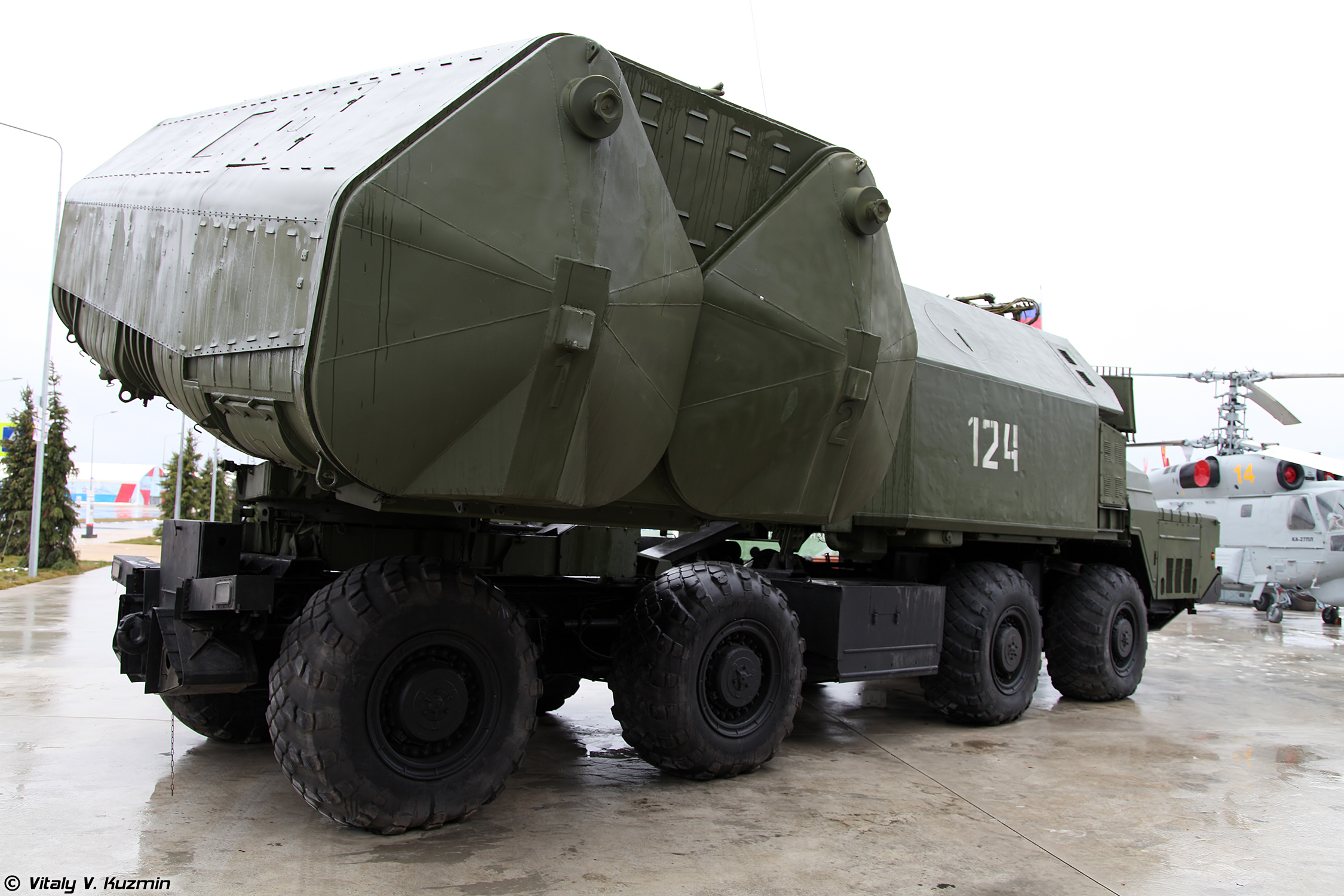
Close-up dei tubi lanciamissili del Rubež, in posizione di lancio

## Operatori

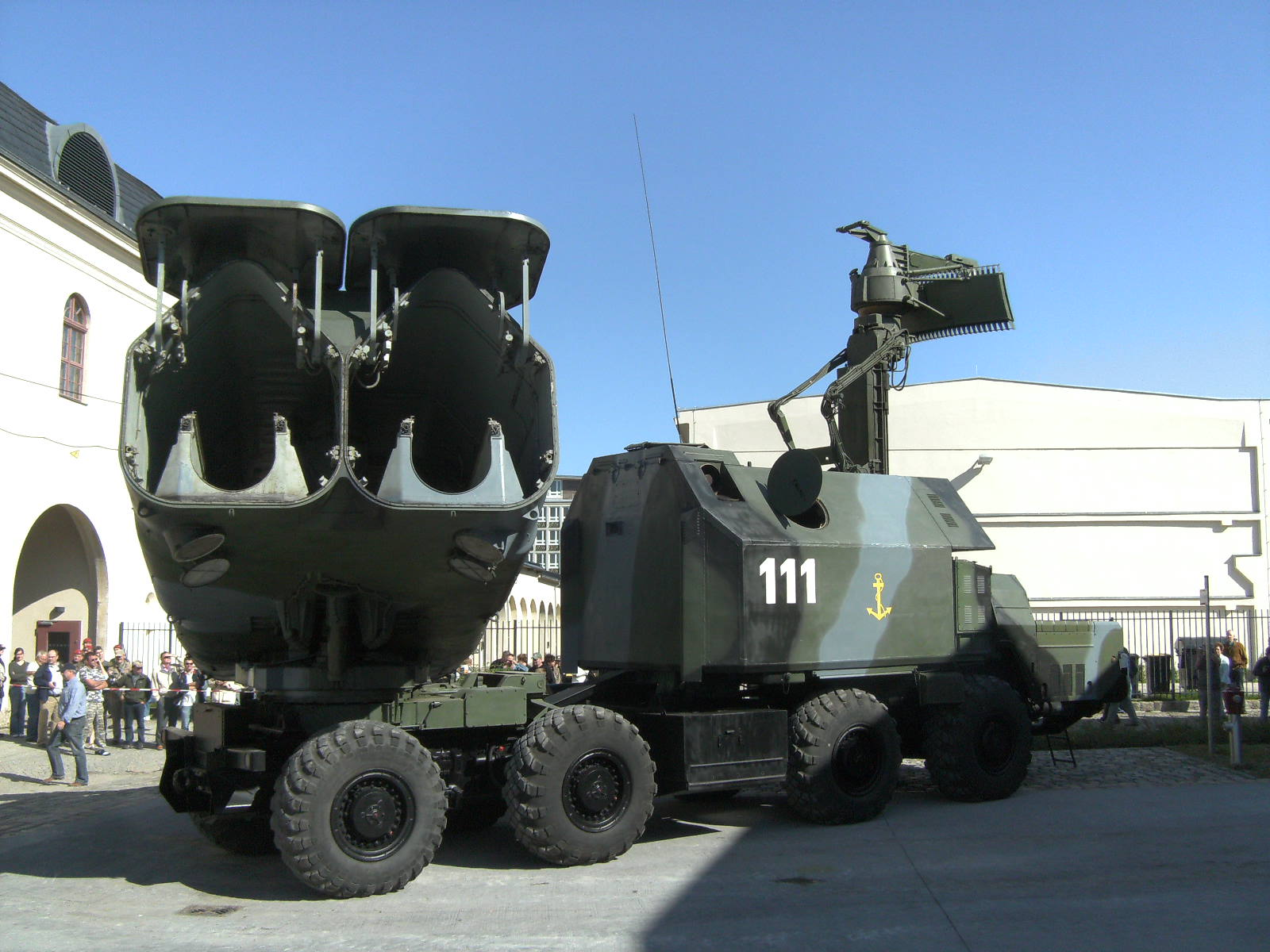
Un Rubež della Germania Est in mostra al pubblico. Si notino i tubi lanciamissili aperti ed il braccio meccanico del radar esteso. Dresda, 2008.

### Attuali
Russia
- numero esatto di unità in servizio non noto. Al 2018, il Rubež è in servizio nelle flotte del Mar Nero (Sebastopoli), del Baltico (Donskoe), del Nord (Šežnogorsk) e del Pacifico (isole Sachalin).[2]

 Cuba
- 4 lanciatori Rubež (1 sistema) in servizio al 2017.[3]

 Vietnam
- alcuni esemplari in servizio al 2017.[4]

 Siria
- alcuni esemplari in servizio al 2017.[5]

### Passati
Algeria
 Bulgaria
 Germania Est
 Egitto
 India
 Libia
 Montenegro
 Romania
 Ucraina
 Unione Sovietica
 Yemen
 Jugoslavia